# J'ai tué

J'ai tué est un bref récit de Blaise Cendrars (1887-1961), publié en 1918 À la Belle Édition, chez François Bernouard. 
Quand la guerre éclate, en 1914, Blaise Cendrars, poète de nationalité suisse, lance, dès le premier jour, un appel aux étrangers en compagnie de l'écrivain italien Ricciotto Canudo et il s'engage dans l'armée française. Avec les autres volontaires étrangers, il est versé dans la Légion étrangère. Il perd sa main droite en Champagne, 28 septembre 1915.
Après sa blessure, il publie en 1916 La Guerre au Luxembourg, un poème, puis, en 1918, un court texte en prose : J'ai tué, premier livre illustré par Fernand Léger et seul livre illustré des dessins de sa période cubiste. Le rythme poétique qu'il donne à ce texte en prose donne quelques pages parmi les plus fortes et les plus dérangeantes écrites sur la guerre : 

« Mille millions d'individus m'ont consacré toute leur activité d'un jour, leur force, leur talent, leur science, leur intelligence, leurs habitudes, leurs sentiments, leur cœur. Et voilà qu'aujourd'hui j'ai le couteau à la main. L'eustache de Bonnot. "Vive l'humanité!" Je palpe une froide vérité sommée d'une lame tranchante. J'ai raison. Mon jeune passé sportif saura suffire. Me voici les nerfs tendus, les muscles bandés, prêt à bondir dans la réalité. J'ai bravé la torpille, le canon, les mines, le feu, les gaz, les mitrailleuses, toute la machinerie anonyme, démoniaque, systématique, aveugle. Je vais braver l'homme. Mon semblable. Un singe. Œil pour œil, dent pour dent. À nous deux maintenant. À coups de poing, à coups de couteau. Sans merci, je saute sur mon antagoniste. Je lui porte un coup terrible. La tête est presque décollée. J'ai tué le Boche. J'étais plus vif et plus rapide que lui. Plus direct. J'ai frappé le premier. J'ai le sens de la réalité, moi, poète. J'ai agi. J'ai tué. Comme celui qui veut vivre. »

Cendrars écrira par la suite de nombreux textes sur la Grande Guerre, dont le plus connu est La Main coupée, paru en 1946.

## Éditions
- J'ai tué, Paris, À la Belle Édition, chez François Bernouard, avec 5 dessins de guerre de Fernand Léger, 1918.
- J'ai tué, Paris, Georges Crès, avec un portrait de l'auteur par Fernand Léger, 1919.
- J'ai tué est recueilli dans Aujourd'hui, un volume d'essais publié chez Grasset, Paris, 1931.
- Aujourd'hui a été repris chez Denoël dans le tome 11 de la collection "Tout autour d'aujourd'hui", 2005. Texte présenté et annoté par Claude Leroy.
- J'ai tué, Saint Clément, Fata Morgana, 2013. 40 pages